# Pedro Hernández (lanzador)
Pedro Michel Hernández (Barquisimeto, Lara, 12 de abril de 1989) es un lanzador venezolano de béisbol profesional que es agente libre. Anteriormente jugó en Grandes Ligas para los Chicago White Sox, Minnesota Twins y Colorado Rockies.

## Carrera profesional

### San Diego Padres
Hernández firmó con los Padres de San Diego en 2009 como agente libre internacional. Luego de la temporada 2011, fue añadido a la plantilla de 40 jugadores protegidos, pero posteriormente fue transferido junto a Simón Castro a los Medias Blancas de Chicago a cambio de Carlos Quentin.

### Chicago White Sox
El 18 de julio de 2012, Hernández debutó en la mayores ante los Medias Rojas de Boston, iniciando el juego contra su compatriota Félix Doubront y cargando con la derrota luego de recibir un jonrón de tres carreras de Cody Ross.

### Minnesota Twins
El 28 de julio de 2012, Hernández fue transferido junto a Eduardo Escobar a los Mellizos de Minnesota, a cambio del veterano Francisco Liriano. En 12 aperturas con el equipo y dos apariciones como relevista, registró marca de 6-3 con 6.83 de efectividad.

### Colorado Rockies
El 15 de noviembre de 2013, Hernández firmó un contrato de ligas menores con los Rockies de Colorado. En solo una apertura en la temporada 2014, lanzó 5 2⁄3 entradas donde permitió tres carreras y cargó con la derrota. El 2 de agosto fue colocado en asignación.